# Hepsètids
Els hepsètids (Hepsetidae) són una família de peixos teleostis d'aigua dolça i de l'ordre dels caraciformes.

## Distribució geogràfica
Es troba a l'Àfrica de clima tropical, tot i que és absent del riu Nil.

## Gèneres i espècies
- Hepsetus (Swainson, 1838)[3]
  - Hepsetus odoe (Bloch, 1794)[4][5][6][7][8]